# Hypholoma
Hypholoma is een geslacht van schimmels behorend tot de familie Strophariaceae.

## Soorten
Volgens Index Fungorum telt het geslacht 44 soorten (peildatum februari 2023):
| Soortnaam                                          | Auteur(s)                   | Publicatiejaar |
| -------------------------------------------------- | --------------------------- | -------------- |
| Hypholoma acutum                                   | (Sacc.) E. Horak            | 1971           |
| Hypholoma aporum                                   | Pegler                      | 1977           |
| Hypholoma australe                                 | (Murrill) Murrill           | 1943           |
| Hypholoma australianum                             | Redhead                     | 2014           |
| Hypholoma brunneum                                 | (Massee) D.A. Reid          | 1956           |
| Hypholoma californicum                             | Earle                       | 1902           |
| Hypholoma capnoides (Dennenzwavelkop)              | (Fr.) P. Kumm.              | 1871           |
| Hypholoma castilloi                                | (Singer) Raithelh.          | 1980           |
| Hypholoma confusum                                 | Dennis                      | 1961           |
| Hypholoma dispersum (Zilversteelzwavelkop)         | Quél.                       | 1872           |
| Hypholoma elongatum (Bleke moeraszwavelkop)        | (Pers.) Ricken              | 1915           |
| Hypholoma epixanthum                               | (Fr.) Quél.                 | 1872           |
| Hypholoma ericaeoides (Gele moeraszwavelkop)       | P.D. Orton                  | 1960           |
| Hypholoma ericaeum (Heidezwavelkop)                | (Pers.) Kühner              | 1936           |
| Hypholoma eximium                                  | (C. Laest.) Rald            | 1991           |
| Hypholoma fasciculare (Gewone zwavelkop)           | (Huds.) P. Kumm.            | 1871           |
| Hypholoma flavorhizum                              | Kalamees & Shchukin         | 1986           |
| Hypholoma flavovirens                              | Murrill                     | 1918           |
| Hypholoma fragile                                  | Peck                        | 1909           |
| Hypholoma frowardii                                | (Speg.) Garrido             | 1985           |
| Hypholoma humidicola                               | (Murrill) Redhead & Malloch | 2010           |
| Hypholoma laeticolor (Smalsporige moeraszwavelkop) | (F.H. Møller) P.D. Orton    | 1960           |
| Hypholoma lateritium (Rode zwavelkop)              | (Schaeff.) P. Kumm.         | 1871           |
| Hypholoma litorale                                 | Vizzini, Contu & Musumeci   | 2010           |
| Hypholoma marginatum                               | J. Schröt.                  | 1889           |
| Hypholoma murinacea                                | Beeli                       | 1938           |
| Hypholoma myosotis                                 | (Fr.) M. Lange              | 1955           |
| Hypholoma ornellum                                 | (Peck) Morgan               | 1908           |
| Hypholoma peckianum                                | Kauffman                    | 1918           |
| Hypholoma peregrinum                               | Massee                      | 1907           |
| Hypholoma perplexum                                | (Peck) Sacc.                | 1887           |
| Hypholoma polylepidis                              | Dennis                      | 1961           |
| Hypholoma polytrichi (Haarmoszwavelkop)            | (Fr.) Ricken                | 1912           |
| Hypholoma popperianum                              | (Singer) Guzmán             | 1999           |
| Hypholoma puiggarii                                | (Speg.) Raithelh.           | 1985           |
| Hypholoma radicosoides                             | Raithelh.                   | 1990           |
| Hypholoma radicosum (Stinkzwavelkop)               | J.E. Lange                  | 1923           |
| Hypholoma rickenii                                 | Romagn.                     | 1977           |
| Hypholoma rubrococcineum                           | (Balletto) Nonis            | 1994           |
| Hypholoma solitarium                               | Rick                        | 1961           |
| Hypholoma subdispersum                             | Dennis                      | 1955           |
| Hypholoma subericaeum (Modderzwavelkop)            | (Fr.) Kühner                | 1936           |
| Hypholoma vinosum                                  | Kauffman                    | 1918           |
| Hypholoma xanthocephalum                           | P.D. Orton                  | 1984           |